# برکت ادوهو
برکت ادوهو (انگلیسی: Blessing Edoho؛ زادهٔ ۵ سپتامبر ۱۹۹۲) بازیکن فوتبال اهل نیجریه است.
وی همچنین در تیم ملی فوتبال زنان نیجریه بازی کرده‌است.